# Йосиф Бошевски
Йосиф Бошевски (на македонска литературна норма: Jосиф Бошевски) е офицер, бригаден генерал от Северна Македония.

## Биография
Роден е на 7 ноември 1948 година в село демирхисарското село Журче в семейството на Ристо и Драгица. През 1967 г. завършва гимназия в Крушево. След това през 1971 г. завършва Военната академия на Сухопътните войски на ЮНА с артилерийски профил. Военната му служба започва през 1971 г. като командир на взвод в артилерийски полк в Битоля. Между 1972 и 1981 г. е командир на батарея в същия полк. През 1979 г. завършва Команднощабната академия на Сухопътните войски на ЮНА. От 1981 до 1982 г. е заместник-командир на смесен артилерийски полк в Битоля. В периода 1982 – 1986 г. е командир на смесен артилерийски полк в Битоля. Между 1986 и 1992 г. е главен офицер, отговарящ за артилерията. През 1992 г. постъпва в армията на Република Македония и е назначен за командир на граничен батальон. Остава на този пост до 1994 г., когато е назначен за офицер по разузнаването. От 1994 до 2001 г. е командир на бригада в Кичево. Излиза в запаса през април 2001 г. Умира на 1 януари 2010 г. в родното си село.

## Военни звания
- Подпоручик (1971)
- Поручик (1974)
- Капитан (1977)
- Капитан 1 клас (1980)
- Майор (1984)
- Подполковник (1988)
- Полковник (1994)
- Бригаден генерал (2001)

## Награди
- Медал за военни заслуги 1975 година;
- Орден за военни заслуги със сребърни мечове 1980 година;
- Орден на труда със сребърен венец 1984 година;
- Орден на Народната армия със златен венец 1990 година.